# 南澤久佳
南澤久佳（1978年10月28日—），日本女性漫畫家。現住神奈川縣藤澤市。原筆名。

## 作品
- ，日本自2009年10月1日起，隔週連載中
- LUWON魔法遊戲、4冊待續（長鴻版）、原名《LUWON》、日文版全5冊
- 原名《魔法使い養成専門 マジック★スター学院（日语：魔法使い養成専門 マジック★スター学院）》、日文版全5冊、（未有中文版）

## 外部連結
- （日語）http://south-scorpion.com/（页面存档备份，存于）
- （日語）